# سمان الشجر (جنس)
سمان الشجر (الاسم العلمي: Turnix)، هو جنس من الطيور من الإفجيجيات تحت فصيلة النغبوقيات، يعيش اغلبها في أفريقيا جنوب الصحراء الكبرى، جنوب وشرق آسيا وأستراليا، ويوجد نوع واحد يعيش شمال أفريقيا وجنوب شبه الجزيرة الإيبيرية.